# Eric Hellstrand
Eric Hellstrand, född 14 september 1923 i Skara stadsförsamling, Skara död 19 oktober 2010, i Nyköpings Sankt Nicolai församling, Nyköping var en svensk friidrottare (tresteg) och kärnfysiker. 

## Biografi

### Uppväxt och idrottskarriär
Hellstrand föddes i Skara men växte upp i Ulricehamn. Under ungdomsåren nådde han stora framgångar inom friidrotten, där han tävlade för Ulricehamns IF, och vann SM-guld i tresteg 1944.

### Yrkeskarriär som kärnfysiker
År 1943 tog han studentexamen i Borås. Han sökte sig sedan till teknisk fysik på KTH där han blev civilingenjör 1949. År 1950 anställdes han vid AB Atomenergi, där han inledningsvis vistades en tid i Châtillon, Hauts-de-Seine vid Fort de Châtillon i Paris och arbetade vid Frankrikes första kärnreaktor, den tungvattenmodererade Zoé(en).
Med början 1951 gjorde han tillsammans med Rolf Persson mätningar av resonansabsorption i uran med cyklotronen i forskningsinstitutet för fysik i Frescati som neutronkälla. Resultaten publicerades i tidskriften Arkiv för fysik och bidrog troligen till att USA kort efteråt offentliggjorde sina dittills hemligstämplade resultat. Mätningarna av resonansabsorption för olika reaktormaterial fortsatte med reaktorn R1 som neutronkälla, och resulterade bland annat 1957 i artikeln Measurements of the Effective Resonance Integral in Uranium Metal and Oxide in Different Geometries som kom att få ett stort antal citeringar. Detta och många andra arbeten sammanfattades i Hellstrands doktorsavhandling 1965, där resultaten blev av stor praktisk betydelse för reaktorfysikaliska beräkningar för kärnreaktorer runt om i världen.
Åren 1964–1971 ledde han experimentarbetet vid den snabba forskningsreaktorn FR0 vid Studsvik, och blev sedan ansvarig för hela verksamheten inom reaktorfysik vid Studsvik. Han bidrog bland annat till att marknadsföra Studsviks datorprogram för reaktorfysikberäkningar i USA. År 1978 utsågs han till chef för en nyinrättad avdelning för reaktorsystem och kärnsäkerhet, och hade denna tjänst fram till sin pensionering.

### Familj
Eric Hellstrand är begravd på Solna kyrkogård. Han är far till musikern Staffan Hellstrand.

## Utmärkelser
- 1970 – Utsedd till Fellow of the American Nuclear Society.[13]